# Bad Ragaz Senior Open 2012
Het Bad Ragaz PGA Seniors Open is een golftoernooi dat al sinds 1997 op de kalender staat van de European Senior Tour. In 2012 werd het gespeeld van 6-8 juli, wederom op de baan van Golf Club Bad Ragaz. De par van de baan is 70.

## Verslag

#### Ronde 1
Twee Super Seniors kwamen in 2012 aan de start: de 76-jarige Nieuw-Zeelander Sir Bob Charles en de enkele maanden oudere Zuid-Afrikaan Gary Player. Ze speelden ronde 1 en 2 met Maurice Bembridge
Bob Charles zette weer een record op zijn naam: zijn score was 10 lager dan zijn leeftijd (zijn vorige record was een ronde van 68 toen hij 71 jaar was). Met 66 slagen eindigde hij op de derde plaats. David J Russell maakte een ronde van 64 en ging aan de leiding.

#### Ronde 2
DJ Russel gaf de leiding uit handen door een ronde van 77 te maken, en Tim Thelen, die in Europa zijn echtgenote als caddie bij zich heeft, nam met een mooie score van 65 de leiding over. Drie spelers, Ian Woosnam, Chris Williams en Mike Cunning maakten 68-66 en delen de tweede plaats.

#### Ronde 3
Tim Thelen was niet meer in te halen. Na zes holes stond hij al op -3 en een totaal van -12, vijf slagen voor op Mark James, die met -10 op de tweede plaats eindigde. Woosnam werd derde, Chris Williams speelde level par en bleef nog net in de top-10 maar Cunning zakte verder weg.
- Leaderboard

| Naam               | Score R1 | Score R1 | Nr  | Score R2 | Score R2 | Totaal | Nr  | Score R3 | Score R3 | Totaal | Nr  |
| ------------------ | -------- | -------- | --- | -------- | -------- | ------ | --- | -------- | -------- | ------ | --- |
| Tim Thelen         | 66       | -4       | T3  | 65       | -5       | -9     | 1   | 67       | -3       | -12    | 1   |
| Mark James         | 65       | -5       | 2   | 70       | par      | -5     | T5  | 65       | -5       | -10    | 2   |
| Ian Woosnam        | 68       | -2       | T11 | 66       | -4       | -6     | T2  | 67       | -3       | -9     | 3   |
| Anders Forsbrand   | 69       | -1       | T16 | 67       | -3       | -4     | T11 | 66       | -4       | -8     | T4  |
| Des Smyth          | 66       | -4       | T3  | 70       | par      | -4     | T11 | 66       | -4       | -8     | T4  |
| Peter Fowler       | 66       | -4       | T3  | 69       | -1       | -7     | T5  | 65       | -5       | -8     | T4  |
| Stephen McAllister | 68       | -2       | T11 | 69       | -1       | -3     | T14 | 65       | -5       | -8     | T4  |
| Bill Longmuir      | 69       | -1       | T16 | 67       | -3       | -4     | T11 | 67       | -3       | -7     | T8  |
| Paul Wesselingh    | 70       | par      | T21 | 68       | -2       | -2     | T19 | 65       | -5       | -7     | T8  |
| Chris Williams     | 68       | -2       | T11 | 66       | -4       | -6     | T2  | 70       | par      | -6     | T10 |
| Mike Cunning       | 68       | -2       | T11 | 66       | -4       | -6     | T2  | 72       | +2       | -4     | T16 |
| David J Russell    | 64       | -6       | 1   | 77       | +7       | +1     | T45 | 67       | -3       | -2     | T25 |
| Bob Charles        | 66       | -4       | T3  | 73       | +3       | -1     | T26 | 72       | +2       | +1     | T42 |
| Gary Player        | 72       | +2       | T50 | 70       | -1       | +1     | T48 | 71       | +1       | +2     | T51 |

| Leider |  | Toernooirecord |  | MC = missed cut = cut gemist |

## De spelers
| - Graham Banister - Mark Belsham - Maurice Bembridge - Christian Bisel - John Bland (2009) - Gordon J. Brand - Jerry Bruner - Giuseppe Cali - Delroy Cambridge - Bob Cameron - Luis Carbonetti - Bob Charles - Steve Cipa - David Creamer - Mike Cunning - Rodger Davis - Denis Durnian | - Tim Elliott - Marc Farry - Ángel Fernández - Anders Forsbrand - Peter Fowler - Angel Franco - Victor García - Antonio Garrido - Rick Gibson - John Gould - Claude Grenier - Jeff Hall - John Harrison - Mike Harwood - Domingo Hospital - Mark James - Nick Job | - Tony Johnstone - Masahiro Kuramoto - Bobby Lincoln - Bill Longmuir - Gordon Manson - Stephen McAllister - David Merriman - Peter Mitchell - Gerry Norquist - Denis O'Sullivan - Manuel Piñero - Gary Player - Terry Price - Juan Quiros (2006) - Glenn Ralph - Noel Ratcliffe - Jim Rhodes | - Costantino Rocca - Boonchu Ruangkit - David J Russell - George Ryall - Andrew Sherborne - Bertus Smit - Des Smyth - Kevin Spurgeon - Tim Thelen - Katsuyoshi Tomori - Sam Torrance - Steve van Vuuren - Philip Walton - Paul Wesselingh - Chris Williams - Gary Wolstenholme - Ian Woosnam |